# Octanoate de méthyle
L'octanoate de méthyle aussi appelé caprylate de méthyle est l'ester de l'acide octanoïque avec le méthanol et de formule semi-développée CH3(CH2)6COOCH3 utilisé dans l'industrie alimentaire et dans la parfumerie comme arôme. 